# تپه اینجیله
تپه اینجیله مربوط به دوره اشکانیان - دوره ساسانیان است و در شهرستان مراغه، بخش مرکزی، دهستان سراجوی شمالی، ۴۵۰ متری روستای قیه بولاغی واقع شده و این اثر در تاریخ ۲۷ اسفند ۱۳۸۶ با شمارهٔ ثبت ۲۲۵۴۹ به‌عنوان یکی از آثار ملی ایران به ثبت رسیده است.